# Andrés Bueno
Andrés Bueno es un despoblado español del municipio de Calvarrasa de Abajo, perteneciente a la provincia de Salamanca, en la comunidad autónoma de Castilla y León.

## Toponimia
El lugar puede aparecer referido como «Andrés Bueno» y «Andrés-Bueno».

## Historia
Hacia mediados del siglo XIX, el lugar, ya por entonces perteneciente a Calvarrasa de Abajo, tenía contabilizada una población de cuatro habitantes. Aparece descrito en el segundo volumen del Diccionario geográfico-estadístico-histórico de España y sus posesiones de Ultramar de Pascual Madoz con las siguientes palabras:

ANDRES-BUENO: desp. de la prov., part. jud. y dióc. de Salamanca (2 1/2 leg.), sujeto al ayunt. de Calbarrasa de Abajo: está sit. á orillas del r. Tórmes, el cual sirve de lim. á su térm. por el N. y E., separándolo de la v. de San Morales: por el S. confina con el desp. de Cuelgamures y O. con Centerrubio: tiene de N. á S. 1/8 de leg., de E. á O. 1/4 escaso, y de circunferencia 1 leg., y comprende 551 huebras de 400 estadales cada una; de las cuales 531 y 250 estadales pertenecieron al estado ecl., y especialmente al conv. de Santa Clara de Salamanca: se halla dividido en dos hojas, con tierras de dos calidades para la siembra de trigo y centeno, y de una sola para cebada; y tiene ademas un sotillo plantado de fresnos, y una casa con 1 vec., y 4 hab.: prod.: trigo, centeno, cebada, pastos y ganados: cap. terr. prod.: 1.245,850 rs.: imp.: 42,793 rs.
(Madoz, 1845, p. 301)

La finca, que fue desamortizada, llegó a tener hasta una docena de habitantes, pero quedó despoblada con el tiempo.